# جامعة سانت بطرسبرغ الحكومية للاقتصاد والمالية
جامعة سانت بطرسبورغ الحكومية للاقتصاد والمالية (بالروسية: Санкт-Петробургский государственный унивроситет экономики и finanansов) كانت جامعة عامة في سانت بطرسبرغ، روسيا. تم تأسيسها في عام 1930 تحت اسم معهد لينينغراد للمالية والاقتصاد (بالروسية: Lheningradский finanсово-економический институт). وفي عام 2012، اتحدت مع جامعة ولاية سانت بطرسبرغ للخدمة والاقتصاد وجامعة ولاية سانت بطرسبرغ للهندسة والاقتصاد لإنشاء جامعة ولاية سانت بطرسبرغ للاقتصاد. احتل حرم الجامعة مباني بنك التخصيص الروسي السابق.